# Komorerna
Komorerna (alternativt Comorerna) (arabiska: جزر القمر), formellt Unionen Komorerna (komoriska: Udzima wa Komori, franska: Union des Comores, arabiska: الاتحاد القمري), är en östat på ögruppen med samma namn i Indiska oceanen utanför Afrikas östkust, på den norra änden av Moçambiquekanalen mellan nordöstra Moçambique och nordvästra Madagaskar. Andra länder i närheten till Komorerna är Tanzania i nordväst och Seychellerna till nordost. Komorerna är till ytan den tredje minsta afrikanska nationen. Arkipelagen är känd för sin mångsidiga kultur och historia, där nationen bildades i korsningen av många civilisationer. Det är den sydligaste medlemsstaten i Arabförbundet.
Landets historia har präglats av ett flertal statskupper sedan självständigheten 1975.[källa behövs] År 2008 levde omkring hälften av befolkningen under den internationella fattigdomsgränsen på $1,25 per dag.

## Namn
Dess namn härstammar från det arabiska ordet قمر qamar ("måne"). Namnet Komorerna betyder de små månöarna.

## Historia
Komorerna har troligen bebotts av folkslag av malaj-polynesisk härkomst sedan åtminstone 400- eller 500-talet. Möjligen anlände dessa via Madagaskar. Efter malajerna anlände olika bantufolk från Östafrika till öarna. Arabiska och persiska köpmän började under 1400- och 1500-talet att flytta till Komorerna och förde med sig den muslimska religionen till ögruppen. Komorerna kom att utvecklas till ett centrum för krydd- och slavhandeln i regionen.
Ögruppen uppträder för första gången på en europeisk karta 1527 och de första kända européerna som besökte öarna var portugiser, något senare under 1500-talet. Komorerna förblev emellertid under arabiskt inflytande in på 1800-talet. Ögruppen härjades från 1700-talet och framåt av slavjägare från Madagaskar. Handelsmännen på Komorerna började senare själva att delta i verksamheten och införde ett institutionellt slavsamhälle på öarna. Omkring 40 procent av Komorernas befolkning uppges ha varit förslavade kring år 1865.
Frankrike fick år 1841 kontroll över Komorerna genom att betala en årlig peng till sultanen av Shirazi-folket. År 1912 förklarades ögruppen som en fransk koloni, administrativt underställd Madagaskar. Ögruppen blev 1947 ett utomeuropeiskt territorium (territoire d'outre-mer) inom den Franska unionen. 1961 erhöll Komorerna intern autonomi, efter att Madagaskar blivit självständigt. Under 1970-talets början växte kraven på fullständig självständighet och 1974 anordnades en folkomröstning. 96 procent av de röstberättigade röstade för självständighet. På ön Mayotte fanns emellertid en majoritet för att förbli under franskt styre.
I juli 1975 förklarade Komorernas parlament att man avsåg att bryta med kolonialmakten Frankrike. Ahmed Abdallah valdes till landets förste president och utropade Komorerna som en självständig stat den 5 september samma år. Sedan dess har Komorerna upplevt 19 kupper eller kuppförsök. 1997 deklarerade öarna Anjouan och Mohéli sin självständighet från Komorerna. 1999 tog den militäre befälhavaren överste Azali makten. Han försökte klara av krisen med Anjouan och Moheli genom att skapa en konfederation som kallas Fomboni-överenskommelsen. I slutet av 2001 godkändes den nya konstitutionen och presidentval ägde rum på våren 2002. Varje ö i landet valde då sin egen president och en ny unionspresident svor presidenteden den 26 maj 2002.[källa behövs]
Mohamed Bacar tog 2001 makten på Anjouan och utropade öns självständighet. Komoriska styrkor, med förstärkning från Afrikanska unionen (AU), lyckades först i mars 2008 återta kontrollen över ön och tvinga Bacar på flykt. Den 29 juni 2008 hölls en andra valomgång i presidentvalet på Anjouan. Den politiske veteranen Mohamed Djaanfari besegrade då utmanaren Moussa Toybou.

## Geografi

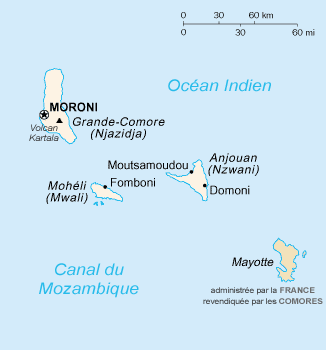
Komorerna.

Komorerna ligger i Moçambiquekanalen nordväst om Madagaskar. Landet består av flera öar där de största är Ngazidja (Grande Comore), Mwali (Mohéli) och Nzwani (Anjouan). Komorerna gör dessutom anspråk på ön Mayotte (Mahoré), som dock fortsatt är ett franskt.

### Topografi
Komorerna ligger i Moçambiquekanalen och består av tre större vulkanöar, franska Mayotte exkluderat, samt ett antal små öar. Samtliga öar är omgivna av korallrev. Ön Ngazidja är belägen längst ut i nordväst och är den största av öarna. På södra delen av ön finns den aktiva vulkanen Kartala. Det är en sköldvulkan som hade utbrott bland annat år 1972. Norr om vulkanen ligger en platå på 610 m. ö.h. Nzwani är den näst största ön. Den  har triangulär form. Även den ön har högre berg och jorden är bördig men starkt eroderad. Mwali är den tredje huvudön. Den består av en platå av basalt och ligger på ungefär 310 m ö.h. men har en högsta punkt som når 800 m ö.h.

### Klimat
Klimatet är ett tropiskt klimat med en regnperiod som varar från november till april. Under regnperioden är det hett och fuktigt, runt 18 ⁰C och vattendrag bildas. På ön Ngazidja sjunker dock vattnet ner i den porösa jorden. Under torkan, maj till oktober, ligger temperaturen runt 20 ⁰C.

### Växt- och djurliv
Den ursprungliga vegetationen var en blandning av skog och gräsmark. Nästan all skog är dock borta och majoriteten av jorden används till jordbruket. Runt majoriteten av öarna finns mangroveskogar och korallrev.
Faunan består av få arter. På Komorerna finns till exempel två arter lemurer, endemiska fåglar och även däggdjur och fåglar som förts dit av människan. I havet utanför Komorerna lever den märkliga tofsstjärtfisken.

### Naturskydd
Avskogning och odling på sluttningar utan terrassering har lett till jordförstöring och jorderosion. Jorderosionen har lett till att korallreven slamras vilket påverkat den marina biologiska mångfalden.
Enligt uppgifter från år 2010 hade Komorerna ännu inga nationalparker.

## Styre och politik

### Författning och styre
Konstitutionen från år 2018 stipulerar att Komorerna är en presidentiell republik som består av de tre öarna Njazídja, Nzwani och Mwali. Konstutionen från år 2001 var ett försök att hålla ihop landet och ge större autonomi till öar som tidigare hade för avsikt att bryta sig loss från Komorerna och ansluta till franskt styre. Statsbildningen har dock fortsatt vara bräcklig fram till början av 2020-talet.
Presidenten är statschef och väljs i allmänna val vart fjärde år. Presidenten har den verkställande makten och roterar mellan öarna. 
Unionsförsamlingen har den lagstiftande makten och består av totalt 33 ledamöter. Ledamöter väljs i direkta val vart femte år. Ledamöterna är representanter för befolkningen i Komorerna, såväl som de som är medborgare men som bor utomlands .

### Administrativ indelning
Komorerna är indelat i tre distrikt som också är tre öar: Grande Comore (Njazidja), Anjouan (Nzwani) och Moheli (Mwali). Det finns också fyra kommuner: Domoni, Fomboni, Moroni och Moutsamoudou.[källa behövs]
Landet består officiellt av de fyra öarna i den vulkaniska komoriska arkipelagen: nordvästra Grande Comore eller Ngazidja, Mohéli eller Mwali, Anjouan eller Nzwani och sydöstligaste Mayotte eller Maore, liksom många mindre öar. Men regeringen i Komorerna (eller dess föregångare sedan självständigheten) har aldrig förvaltat ön Mayotte, som är ett franskt utomeuropeiskt departement. Mayotte var den enda ön i arkipelagen som röstade mot självständighet från Frankrike 1974; den senare har inlagt veto mot FN:s säkerhetsråds resolutioner som skulle bekräfta Komorernas suveränitet över ön. Den 29 mars 2009 hölls en ny folkomröstning i vilken folket på Mayotte röstade för deras ö skulle uppgraderas till departement, och året därpå fick ön en sådan status.[källa behövs]

### Internationella relationer
Komorerna har år 2022 medlemskap eller engagemang i följande internationella organisationer:
ACP, Afrikanska utvecklingsbanken, AMF, AOSIS, Afrikanska unionen, CAEU (kandidatland), COMESA, FN:s livsmedels- och jordbruksorganisation, FZ, G-77, IBRD, ICAO, ICCt, ICRM, IDA, IDB, IFAD, IFC, IFRCS, Internationella arbetsorganisationen, Internationella valutafonden, IMO, IMSO, InOC, Interpol, IOC, IOM, ITSO, ITU, ITUC (NGOs), LAS, MIGA, NAM, Islamiska konferensorganisationen, OIF, OPCW, Förenta nationerna, UNCTAD, UNESCO, UNIDO, Världspostföreningen, WCO, Världshälsoorganisationen, WIPO, WMO, Världshandelsorganisationen (observatörsland).

## Ekonomi och infrastruktur
År 2004 levde 44,8 % av befolkningen under fattigdomsgränsen. Mellan åren 2009 och 2019 ökade BNP med 28,64 %. Landet har under lång tid varit beroende av internationellt bistånd samt av att utvandrade komorier skickar pengar till landet. Som exempel kan nämnas att USA under perioden år 2000 till 2009 bidrog med 34 miljoner dollar årligen och under perioden 2010 till 2017 med i genomsnitt 65 miljoner dollar årligen. Men Frankrike är det land som ger mest bistånd.

### Näringsliv
| Sektor               | Andel av BNP  | Andel av arbetskraften |
| -------------------- | ------------- | ---------------------- |
| Jordbruk             | 47,7 % (2017) | 80 % (1996)            |
| Industri och service | 52,3 % (2017) | 20 % (1996)            |

#### Jord-, skogsbruk och fiske
Jordbruket drivs i huvudsak för självförsörjning. För detta ändamål odlas bland annat kassava, sötpotatis, bananer och ris. 
För plantageodling används den bästa jorden  och för detta ändamål odlas vanilj, parfymväxter (särskilt ylang-ylang), kokosnötter, kryddnejlika, kaffe och kakao. Komorerna är i början av 2020-talet en av världens största producenter av vanilj, och den största producenten av ylang-ylang.
Trots Komorernas stora kustlinje är fisket dåligt utvecklat även om bland annat räkor och hummer fångas. EU-ländernas fartyg driver tonfisken från Komorernas ekonomiska zon.

#### Energi och råvaror
År 2019 hade 70 % av befolkningen tillgång till elektricitet, större andel i urbaniserade områden än på landsbygden. År 2016 kom 96 % av energin från fossila bränslen, resterande från vattenkraft. Landet var självförsörjande på el och ingen el exporterades heller.
Landet har inga naturtillgångar med undantag för fisk.

#### Tjänster och turism
Trots landets extravaganta natur och moderna faciliteter i huvudstaden har turismen varit begränsad fram till början av 2020-talet. Detta kan framförallt härledas till den politiska instabiliteten som rått i landet under lång tid.

### Handel
Jordbruket, inklusive fiske, jakt och skogsbruk står för det mesta av exporten. Landet är inte självförsörjande på mat, och ris är en stor importvara.[källa behövs]
Genom ett avtal om monetärt samarbete från 1979 mellan Frankrike och Komorerna har den komoriska valutan en fast växelkurs mot euron, EUR 1 = KMF 491,967 75. Detta ojämna belopp kommer sig av att den tidigare, hade fast växelkurs mot den franska francen, FRF 1 = KMF 50. Kursen ändrades 1994 till FRF 1 = KMF 75, vilket har omräknats till euro.[källa behövs]

### Infrastruktur

#### Transporter
| Transportnät | Antal         | Varav                 |
| ------------ | ------------- | --------------------- |
| Flygplatser  | 4 st (2013)   | 4 är asfalterade      |
| Järnväg      | -             | -                     |
| Vägnät       | 880 km (2002) | 673 km är asfalterade |

Det finns en internationell flygplats utanför huvudstaden. I början av 1990-talet byggdes en hamn på ön Mohéli, denna finansierades av EU. Mellan öarna går färjetrafik.

#### Post, telefoni och Internet
Fast telefoni är utbyggt på samtliga öar, dock var tillgången till det mobila nätet samt Internet begränsad i början av 2000-talet.

#### Utbildning och forskning
År 2021 var andelen läs- och skrivkunniga bland den vuxna befolkningen 60 %.
Skolan är obligatorisk under 10 år med start vid sex års ålder. Primärskolan består av sex år och byggs på med sekundärskola i två delar där den första är fyra och den andra delen är tre år.

## Befolkning

### Demografi

#### Migration
På grund av den extrema fattigdomen väljer många välutbildade att emigrera till framförallt Frankrike.

## Internationella rankningar
| Organisation                                | Undersökning                   | Rankning   |
| ------------------------------------------- | ------------------------------ | ---------- |
| Heritage Foundation/The Wall Street Journal | Index of Economic Freedom 2019 | 124 av 180 |
| Reportrar utan gränser                      | Pressfrihetsindex 2019         | 56 av 180  |
| Transparency International                  | Korruptionsindex 2018          | 144 av 180 |
| FN:s utvecklingsprogram                     | Human Development Index 2018   | 156 av 189 |